# Souligné-sous-Ballon

Souligné-sous-Ballon este o comună în departamentul Sarthe, Franța. În 2009 avea o populație de 1,171 de locuitori.